# Голубинка (Челябинская область)
Голубинка — деревня в Кунашакском районе Челябинской области. Входит в состав Куяшского сельского поселения.

## География
Расположена в северо-западной части района, на восточном берегу озера Куяш. Расстояние до районного центра, Кунашака, 38 км.

## История
Деревня основана во 2-й половине 19 века как частный хутор Чикиных на бывших землях помещика А. Ф. Турчанинова, купленный башкир

## Население
| 2002 | 2010 |
| ---- | ---- |
| 252  | ↘235 |

(в 1970—443, в 1983—304, в 1991—331, в 1995—340)

## Улицы
- Береговая улица
- Молодёжная улица
- Новая улица
- Полевая улица
- Садовая улица
- Тихая улица